# Leonit
Leonit, K2Mg(SO4)2•4 H2O, är ett kristallvattenhaltigt mineral av kalium-magnesiumsulfat. Mineralet fick sitt namn efter Leo Strippelmann, som var chef för saltverket i Westeregeln i Tyskland. Mineralet är en del av bloditgruppen av hydratiserade dubbelsulfatmineraler.

## Egenskaper
Leonit är ett vitt, gult eller blågrått och relativt mjukt mineral, som har en bitter smak. När leonit analyseras för grundämnen, är det oftast förorenat med natrium- och kloridjoner, eftersom det vanligen förekommer med natriumklorid.

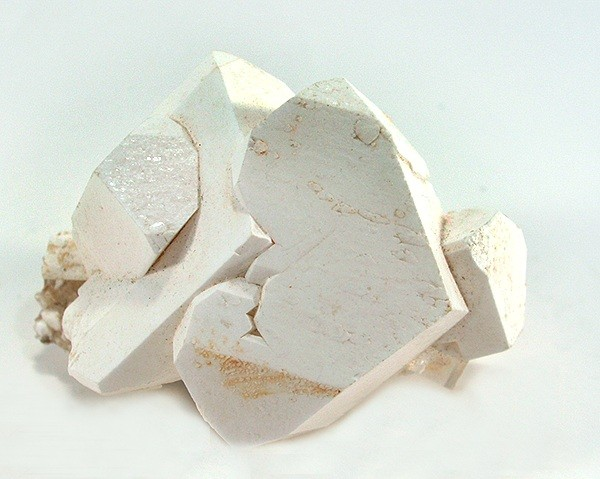
Leonitvita pseudomorfer efter pikromeritkristaller från kaliumkarbonatgruvan, Roßleben, Querfurt, Sachsen-Anhalt.

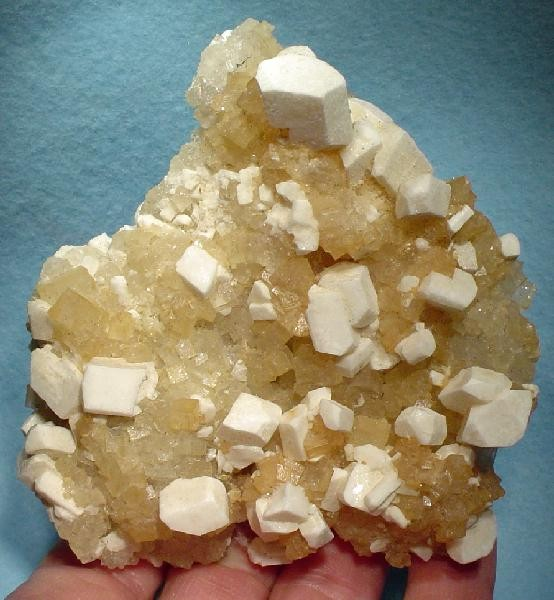
Leonit från Wintershall kaliumkarbonatbrytning, Heringen, Werradalen, norra Hessen.

### Kristallstruktur
I mineralfamiljen leonit innehåller gittret sulfattetraedrar, ett tvåvärt element i en oktaedrisk position omgiven av syre, och vatten och envärd metall (kalium) som länkar samman dessa andra komponenter. En sulfatgrupp är oordnad vid rumstemperatur. Det oordnade sulfatet fixeras i position när temperaturen sänks. Kristallformen förändras också vid lägre temperaturer, så två andra kristallina former av leonit existerar vid lägre temperaturer.
Den tvåvärda metallkatjonen (magnesium) är inbäddad i syreoktaedrar, fyra från vatten runt ekvatorn och två från sulfatjoner vid de motsatta polerna. I kristallen finns två olika oktaedriska miljöer. Var och en av dessa oktaedrar är sammanfogade av kaliumjoner och vätebindningar.

### Fasomvandling
Sulfatet förekommer i lager parallella med (001)-ytan. I rumstemperaturformen är sekvensen ODODODODOD med O=ordnad och D=oordnad. I nästa form vid lägre temperaturer uppträder det oordnade sulfatet i två olika orienteringar som ger sekvensen OAOBOAOBOAOBOAOB. Vid de lägsta temperaturerna förenklas sekvensen till OAOAOAOAOAO.
Den första fasövergången sker vid -4 °C. Vid 170 K (−103 °C) har kristallerna rymdgrupp I2/a, gitterparametrar a = 11,780 Å, b = 9,486 Å, c = 19,730 Å, β = 95,23°, 8 formel per enhetscell och en cell volym av V = 2195,6 Å3. C-dimensionen och enhetscellvolymen fördubblas på grund av närvaron av fyra sulfatlager snarare än två som i de andra formerna. Nästa fasförändring sker vid -153 °C. Vid 100 K (−173 °C) är rymdgruppen P21/a, a = 11,778 Å, b = 9,469 Å, c = 9,851 Å, β = 95,26°, 4 formel per enhetscell och en cellvolym på V = 1094,01 Å3.

### Temperatureffekter
När temperaturen ökar, ökar cellvolymen gradvis för faserna I2/a och C2/m; a-dimensionen minskar dock med ökande temperatur. Förändringen i en dimension är -11×10−6 K−1.Dubbelbrytningen minskar när temperaturen stiger. Den varierar från 0,0076 vid -150 °C ner till 0,0067 vid 0 °C och 0,0061 vid 100 °C. Vid den nedre fasövergången minskar dubbelbrytningen när temperaturen sjunker; för den övre fasövergången är den kontinuerlig men inte konstant.
Vid den övre fasövergången, -4 °C, frigörs latent värme, och värmekapaciteten ändras. Denna övergång har en hel del hysteres. Vid den nedre fasövergången förblir värmekapaciteten densamma, men latent värme frigörs.
Leonit börjar tappa vatten vid 130 °C, men bryts ner först vid 200 °C:
K2Mg(SO4)2·4H2O(s) → K2Mg(SO4)2·2H2O(s) + 2H2O(g).
Vid ännu högre temperaturer är langbeinit och arkanit (vattenfritt kaliumsulfat) och ånga allt som återstår:
2K2Mg(SO4)2·4H2O(s) → K2Mg2(SO4)3(s) + K2SO4(s) + 8H2O(g).

### Andra fysiska egenskaper
Den logaritmiska löslighetsprodukten Ksp för leonit är -9,562 vid 25 °C. Jämviktskonstanten log K vid 25 °C är -3,979. Den kemiska potentialen för leonit är μj°/RT = −1403,97.
Termodynamiska egenskaper är ΔfGok = −3480,79 kJ/mol; ΔfHok = −3942,55 kJ/mol; och ΔCop,k = 191,32 J K−1 mol−1.
Det infraröda spektrumet av sulfatsträckningslägen visar toppar i absorption vid 1005, 1080, 1102, 1134 och 1209 cm−1. Sulfatböjningsläge orsakar en topp vid 720, och mindre toppar vid 750 och 840 cm−1. Ett OH-sträckningsläge absorberar vid 3238 cm−1. När temperaturerna minskar, rör sig topparna och/eller smalnar av, och ytterligare toppar kan dyka upp vid fasövergångar.
När leonit förvaras för utställning får den inte vara på en plats med för hög luftfuktighet, annars återfuktar den mer.

## Naturlig förekomst
Leonit kan bildas vid uttorkning av havsvatten eller sjövatten. Den kan vara en mindre primär beståndsdel i evaporitpottaskeavlagringar, eller ett sekundärt mineral. För att bilda leonit från havsvatten måste saltlaken separeras från de avsatta fasta ämnena så att reaktioner inte sker med tidigare avsatta salter, och temperaturen måste vara runt 32 °C. Under 25° eller över 40° kommer innehållet i saltlaken inte att vara lämpligt för att deponera leonit. Vid denna temperatur avsätts blodit först och sedan leonit, vilken endast utgör 3,2 procent av bittersalterna.
Sekundära reaktioner kan producera eller konsumera leonit i evaporitavlagringar. Leonit kan omvandlas till polyhalit, och kieserit kan ändras till leonit, Grundvatten som tränger in i bittersaltavlagringar kan omvandla en del till leonit, särskilt i saltkupolernas lockområden.
Leonit hittades först i naturen i Stassfurt pottaskfyndighet, Westeregeln, Egeln, Sachsen-Anhalt, Tyskland. Saltavlagringarna i Stassfurt är från permperioden. De ligger under regionen Magdeburg-Halberstadt i centrala Tyskland. Leoniten förekommer i saltler- och karnalitbäddarna, som är upp till 50 meter tjocka. Andra platser i Tyskland är Neuhof-Ellers potaskbrytning i Neuhof, Fulda, Hessen; Riedel potaskbrytning i Riedel-Hänigsen, Celle, Niedersachsen; Aschersleben; Vienenburg; och Leopoldshall. Utanför Tyskland finns den vid Vesuvius, Italien; Stebnyk, Ukraina; och Kalidistriktet i Carlsbad, Eddy County, New Mexico, USA. Det finns i kristallina speleotemer i Tăuşoare-grottan i Rumänien; här förekommer den med konyait (K2Mg(SO4)2·5H2O), syngenit (K2Ca(SO4)2·H2O), tenardit (Na2SO4) och mirabilit (Na2SO4·10H2O). Leonit förekommer också i Wooltana-grottan, Flinders Ranges, South Australia.
Jorden i Gusev-kratern på Mars innehåller leonit såväl som många andra hydratiserade sulfater. På månen Europa förutspås leonit vara stabil, med ett ångtryck på 10-13 som för is. Det är stabilt vid tryck upp till 10-7, över vilket det finns ett mer hydratiserat salt. Det bör utgöra upp till 2 procent av salterna nära ytan.
Vittring av kaliumrikt medeltida glas bildar en vittringsskorpa som kan innehålla leonit.

## Användning
Leonit kan användas direkt som gödningsmedel och bidrar med kalium och magnesium. Den kan förädlas till K2SO4 för användning av gödningsmedel. Processen att omvandla leonit till kaliumsulfat innebär att den blandas med en kaliumkloridlösning (en billigare kemikalie). Den önskade produkten, kaliumsulfat, är mindre löslig och filtreras bort. Magnesiumklorid är mycket lösligt i vatten. Filtratet koncentreras genom avdunstning, där mer leonit kristalliserar, som sedan återvinns till processens början, och tillsätter mer langbeinit eller pikromerit.
Leonit kan ha använts i en alkemisk formel för att göra "drickbart guld" runt 300 e.Kr. i Kina. Detta var sannolikt en flytande kolloid av guld.